# Nikolaus Glasberger
Nikolaus Glasberger – auch Nicolaus Glas(s)berg(er) (de Moravia) – (* im 15. Jahrhundert in Mähren/Böhmen; † 1508 in Nürnberg) war ein deutscher Franziskaner und Historiker.

## Leben
Er trat 1472 bei den Franziskanerobservanten in Amberg ein, studierte 1475/76 in Basel und ist nach Reisetätigkeit in Böhmen und Mähren seit 1483 vor allem im Franziskanerkloster Nürnberg nachgewiesen. Er betreute die Nürnberger Klarissen als Beichtvater.
Glasberger besaß gute Kontakte zu Nürnberger Humanisten wie Hartmann Schedel oder Konrad Celtis.
Sein Hauptwerk ist die 1506/08 verfasste lateinische große Ordenschronik Chronica Ordinis Minorum Observantium.